# 620
Năm 620 là một năm trong lịch Julius. 